# رود ایلی
رود ایلی (به اویغوری: ئیلی دهریاسی) رودی است به دریاچه بالخاش می‌ریزد. این رود از شمال غرب چین آغاز شده و از کشور قزاقستان می‌گذرد. طول آن ۱٬۴۳۹ کیلومتر (۸۹۴ مایل) است. حوضه آبریز رود ایلی منطقه کوه‌های تیان شان و کوهستان بوروهورو در شمال است.
این رود در ریزشگاه خود به دریاچه بالخاش دلتای گسترده‌ای شامل تالاب و دریاچه و بیشه‌زار ایجاد کرده‌است.
محمود کاشغری در دیوان لغات الترک خود (نوشته شده در ۱۰۷۲ تا ۱۰۷۴ م.) نوشته‌است که در کرانه رود ایلی اقوام ترک یغما، تُخسی و چگل زندگی می‌کردند. قبایل ترک، رود ایلی را جیحون خود به‌شمار می‌آوردند.
نام ایلی احتمالاً از واژه ایل در اویغوری گرفته شده که به معنی چنگک است و به شکل این رودخانه اشاره دارد.